# Slaget ved Hampton Roads
Slaget ved Hampton Roads, som oftest kaldes Kampen mellem Monitor og Merrimack, var et søslag i den amerikanske borgerkrig. Det huskes ikke mindst fordi det var det første slag mellem to jernpansrede skibe USS Monitor og CSS Virginia. Søslaget foregik i hovedsagen den 8. og 9. marts 1862 ud for Sewell's Point, et snævert farvand nær mundingen af Hampton Roads, Virginia.
Søslaget varede to dage. På den første dag havde panserskibet Virginia overtaget over de gammeldags træskibe, som blokerede Sydstaternes havne. Natten til den 9. marts dukkede Monitor op i farvandet og indledte den berømte duel mellem panserskibene. Selv om kampen i princippet endte uden en vinder, fik det stor omtale over hele verden, idet det stod klart, at panserskibene var de gamle træskibe overlegne og havde fremtiden for sig.

## Unionens blokade ved Hampton Roads
Fra begyndelsen af den amerikanske borgerkrig iværksatte præsident Abraham Lincoln en overordnet strategisk plan for erobring af Sydstaterne – den såkaldte Anakondaplan. Et væsentligt element i denne plan bestod i at bruge flåden til at blokere Sydstaternes havne, og dermed afskære Sydstaterne fra resten af verden – forhindre eksport af bomuld og andre produkter og ligeledes forhindre import af våben og ammunition. Blokaden var en mulighed, fordi langt den største del af flåden forblev tro mod Unionen, mens kun mindre enheder gik til Sydstaterne.
I foråret 1861 lykkedes det hærstyrker fra Sydstaterne at erobre Norfolk i Virginia og området på sydsiden af Hampton Roads. Unionsstyrkerne blev narret til at trække sig tilbage fra flådehavnen i Norfolk af sydstatsstyrker under ledelse af jernbanepræsidenten William Mahone. I forbindelse med tilbagetrækningen blev flådeværftet brændt af, hvilket samtidig betød at 9 skibe blev ødelagt – heriblandt fregatten USS Merrimack fra 1855, som dog kun udbrændte ned til vandlinien.
Efter tilbagetrækningen havde Unionen kun kontrol over Fort Monroe ved Old Point Comfort på Virginia halvøen på nordsiden af Hampton Roads (overfor Sewell's Point ved udmundingen). Hertil kom en stilling lige syd for kanalen på en kunstig ø, som senere fik navnet ’’Fort Wool’’.
Erobringen af Norfolk gav Sydstaterne deres eneste større skibsværft og tusinder af tunge kanoner. Brigadegeneral Walter Gwynn, som havde kommandoen over Sydstaternes styrker omkring Norfolk opbyggede batterier ved Sewell’s Point – både for at beskytte Norfolk og for at have kontrol over Hampton Roads.
Unionen sendte en eskadre af traditionelle krigsskibe i træ til Hampton Roads for at håndhæve blokaden. Fort Wool og Fort Monroe gav tilsammen adgang fra Hampton Roads til såvel Chesapeake Bay som til Atlanterhavet. Til gengæld var James River og Elizabeth River i Virginia under kontrol af Sydstaternes flåde, som på dette tidspunkt også udelukkende bestod af træskibe. Selv om det kom til træfninger var ingen af flåderne i stand til at overvinde den anden. Denne situation varede ved i resten af 1861 og et stykke ind i 1862.

## Jernpansrede krigsskibe: en ny teknologi
Jernpansrede krigsskibe var skibe, hvor skibenes skrog var beklædt med jernplader for at give en bedre beskyttelse. Europas første jernklædte krigsskib, det franske La Gloire, var blevet søsat i 1859 og brugen af jernpanser var stadig en teknologi som var under udvikling i Nordamerika ved udbruddet af borgerkrigen.
Noget af det første, som sydstaternes kongres gik i gang med var at forsøge at erhverve jernpansrede skibe, enten ved at købe dem i udlandet eller ved at ombygge forhåndenværende skibe. Da Unionen var bekendt med sydstaternes planer, begyndte man også her tidligt at konstruere panserskibe.
De første panserskibe så meget underlige ud, sammenlignet med samtidens krigsskibe, og var også meget forskellige indbyrdes. Ingen af den var blevet færdiggjort til konstruktørernes fulde tilfredshed, da de sejlede ind i historien ved Hampton Roads.

### CSSVirginia
Under unionsflådens hastige evakuering af Gosport Shipyard ved Portsmouth i Virginia i juni 1861 satte man ild til den store dampdrevne fregat USS Merrimack. Ilden fortærede skibet ned til vandlinien, og efterlod et udbrændt men dog flydende skrog. Efter at skibsværftet var kommet under Sydstaternes kontrol genopbyggedes skibet med jernpanser over en formindsket overbygning. Skibet blev navngivet CSS Virginia den 17. februar 1862. Skibet blev også kendt som "old rusty", idet det var et af de første panserskibe overhovedet.
Skibets konstruktør mente, at jernpanser ville betyde, at kanonild ikke længere ville have nogen effekt mod skibe, og derfor udstyrede han skibet med en rambuk, et våben som man normalt forbinder med antikkens galejer, og som ellers ikke blev brugt i samtidens krigsskibe.
Trods en helhjertet indsats for at få skibet færdigt, havde Virginia stadig håndværkere om bord, da det skyndsomt blev sat i tjeneste – uden forudgående testsejlads eller træning af mandskabet.

### USSMonitor
Da Unionens efterretningstjeneste kunne meddele, af Sydstaterne var gået i gang med at bygge et panserskib, blev det af allerhøjeste betydning for Unionen selv at få bygget et. USS Monitor var et helt igennem nyt design som havde præsident Lincolns bevågenhed. Det enestående design var udformet af John Ericsson og omfattede et innovativt roterende kanontårn, som indeholdt to 11 tommer glatløbede Dahlgren-kanoner. Det havde en lav profil i vandet, idet kun en lille del af dækket og kanontårnet var synligt for fjenden. Det betød dog, at det var meget svært at holde skibet stabilt, hvis der blot var en smule søgang.
Monitors skrog var bygget på Continental Iron Works i Greenpoint, Brooklyn og skibet blev søsat den 30. januar 1862. Pansringen måtte reduceres i forhold til de oprindelige tegninger for at give skibet mere fribord, men selv da var det samlede fribord kun på 14 tommer (35 cm).
Monitor var et af de mest fornyende skibe nogensinde, og indeholdt dusinvis af nye patenterbare fornyelser. Delene til skibet blev støbt på 9 forskellige støberier og herefter bragt sammen for at bygge skibet. Hele bygningen blev gennemført på under 120 dage.
Trods den hurtige bygning var Lincoln meget frustreret over at Monitors levering var forsinket. Den blev sendt til Hampton Courts i al hast, og ankom senere samme dag som CSS Virginia havde gjort sin forbløffende debut på unionsmarinens bekostning.

## Slagorden

### Unionen
US Army (Besætningen på Fortress Monroe)
- 1st Brigade, 1st Division, Dept of Virginia – Brigadegeneral Joseph K. F. Mansfield
  - 20th Indiana Volunteer Infantry Regiment – Oberst William Brown
  - 7th New York Volunteer Infantry Regiment
  - 11th New York Volunteer Infantry Regiment

US Navy
- USS Monitor – Kaptajnløjtnant John L. Worden
- USS Minnesota – Kommandør Van Brunt
- USS Congress – Kaptajnløjtnant Joseph B. Smith
- USS Zouave
- USS Cumberland- Kaptajnløjtnant George U. Morris (fungerende)
- USS Roanoke – Kommandør Marston
- USS St. Lawrence – Kommandør Purviance

### Sydstaterne
CS Navy
- CSS Virginia – Kommandør Franklin Buchanan, dernæst kaptajnløjtnant Catesby R. Jones
- CSS Raleigh
- CSS Beaufort
- CSS Patrick Henry
- CSS Jamestown
- CSS Teaser

## Første sammenstød mellem panserskibe

### Virginiaspreder ødelæggelse i Unionens flåde
Slaget begyndte, da det store og temmelig uhåndterlige CSS Virginia fra Sydstaternes flåde dampede ind i Hampton Roads om morgenen den 8. marts 1862 og begyndte at bryde Unionens blokade.
Virginia, under kommando af kaptajn Franklin Buchanan, blev understøttet af CSS Raleigh og CSS Beaufort og var ledsaget af CSS Patrick Henry, CSS Jamestown, og CSS Teaser.
Virginia sejlede direkte imod Unionens eskadre. Den åbnede ild da der var under 1 mile til USS Cumberland og skydningen spredte sig til blokadeskibe og landbatterier. Virginia vædrede Cumberland under vandlinien og den sank hurtigt, "tappert affyrende sine kanoner", som Buchanan rapporterede som hyldest til en modig fjende, "så længe de var oven vande".
Dernest vendte Buchanan Virginia mod USS Congress. Efter at have set hvad der var sket med Cumberland, beordrede kaptajnen på Congress at skibet skulle sættes på grund på lavt vand. På dette tidspunkt var sydstaternes James River Squadron, under kommando af John Randolph Tucker nået frem og havde sluttet sig til Virginia i dets angreb på Congress. Dette fortsatte i en time, hvorefter det stærkt beskadigede Congress overgav sig.
Mens de overlevende besætningsmedlemmer fra Congress blev færget væk fra skibet, åbnede et af Unionens landbatterier på nordkysten ild mod Virginia. Som gengældelse beordrede kaptajnen på Virginia at Congress skulle beskydes med rødglødende kugler og brandgranater. Det fik senere
Congress til at eksplodere da de således opståede brande nåede skibets krudtmagasin.
Virginia blev også beskadiget. Kugler fra Cumberland, Congress og landbatterierne havde gennemhullet dens skorsten og reduceret betød at den sejlede endnu langsommere end før. To af dens kanoner var sat ud af spillet og adskillige panserplader sad løse.
I mellemtiden havde sydstaternes James River Squadron vendt sin opmærksomhed mod USS Minnesota som var sejlet ud fra Fort Monroe for at deltage i slaget, men var løbet på grund. Efter at Virginia havde håndteret overgivelsen af Congress, sluttede den sig til James River Squadron trods sine skader. På grund af sin store dybgang kunne Virginia ikke komme tilstrækkelig tæt på til at tilføje alvorlig skade, og mens kampen fortsatte sænkede mørket sig og betød at resten af eskadren ikke kunne sigte deres kanoner præcist. Virginia forlod kamppladsen med forventningen om at kunne vende tilbage dagen efter og afslutte ødelæggelsen af Unionens eskadre. Den trak sig tilbage i sikkerhed for natten i områder under Sydstaternes kontrol.
Virginia havde sejret, men ikke uden tab. En del af dens rambuk var knækket af og sad i siden på Cumberland. Mens Virginia skød mod landbatteriet blev kaptajn Buchanans lårben brækket af en musketkugle. Det betød at kommandoen måtte overgives til kaptajnløjtnant Catesby R. Jones. Buchanans ben blev derefter amputeret.
Konføderationens flådeminister Stephen Mallory skrev til præsident Jefferson Davis om kampen:
Den handlemåde som eskadrens officerer og mænd har udvist … kaster uvisnelig hæder på dem selv og på flåden. Rapporten vil blive læst med stor interesse, og dens detaljer vil ikke undlade at opflamme iveren og dristigheden blandt vore modige søfolk. Det vil huskes at
Virginia var en fornyelse indenfor maritim arkitektur, ganske ulig noget tidligere skib, at hendes tungeste kanoner tilsvarende var fornyelser indenfor våbenområdet, at fremdriftsmetoden og lystringen af roret var uprøvet og at officerer og besætning var forholdsvis ukendte med skibet og hinanden og alligevel, trods alle disse vanskeligheder, opnåede flagofficer Buchanan og hans mænd gennem deres slående mod og fuldkomme professionelle kunnen den mest bemærkelsesværdige sejr som kan ses i nogen maritim annal.
Det havde været en frygtindgydende og demoraliseringen dag for Unionens marine. Sent samme aften ankom USS Monitor, under kommando af kaptajnløjtnant John L. Worden til Hampton Roads. Unionens panserskib var blevet hastet til Hampton Roads i håbet om at den kunne beskytte Unionens flåde og forhindre at Virginia kunne true Unionens byer.
”På den uprøvede udholdenhed af den nye USS Monitor og hendes ankomst i tide," konstaterede unionskaptajnen John A. Dahlgren, "afhang det i hvilken retning begivenhederne ville falde ud."

### Monitortager kampen op medVirginia
Den næste morgen, den 9. marts 1862, efter at have gennemført reparationer vendte Virginia tilbage for at gøre det af med den strandede Minnesota. Adgangen var blokeret af den nys ankomne Monitor, som kaptajnen på sydstatsskibet senere beskrev som ”knap mere end en osteklokke på en tømmerflåde”.
Selv om de kæmpede mod hinanden i mange timer og mest på klods hold, lykkedes det ikke for nogen af dem at overvinde modparten. Den mindre og mere mobile Monitor havde et roterende kanontårn og var i stand til at udmanøvrere Virginia, men ingen af skibene viste sig i stand til at tilføje modparten alvorlig skade. Til sidst trak Virginia sig tilbage og efterlod Monitor og resten af Unionens flåde i besiddelse af kamppladsen. Begge sider hævdede efterfølgende at have sejret. Strategisk var Virginia ude af stand til at rokke ved Unionens blokade, og mens slaget taktisk set var uafgjort, var den strategiske fordel fortsat på Unionens side.
Selv om begge skibe forlod mødet fuldt funktionsdygtige var Monitors kanoner noget kraftige end Virginias og var i stand til at bryde Virginias pansring adskillige steder, mens Virginia kun kunne lave buler i Monitors pansring. Af betydning var det, at Monitors besætning fortrinsvis skød med massive kugler og sigtede efter Virginias overbygning. Da han hørte om dette, blev skibets designer, Ericsson, rasende og sagde, at hvis besætningen havde brugt eksplosive granater og havde sigtet efter vandlinien ville de let have kunnet sænke Virginia (citeret af Ken Burns i hans dokumentarfilmserie The Civil War, episode 2: A Very Bloody Affair: 1862).

### Foråret 1862 — Fastlåste stillinger ved Hampton Roads
I de næste to måneder gjorde Virginia adskillige udfald mod Hampton Roads i håbet om at drage Monitor ind i kamp. De fleste dage ville Virginia langsomt dampe ned af Elizabeth River til sydstaternes forter på Craney Island eller ved Sewell's Point. Overfor Hampton Roads, ventede Monitor og et stort antal Unionsskibe på at fjenden skulle vove sig ned mod Fort Monroe.
Det var Unionens plan at angribe Virginia i farvande som de selv havde valgt. Monitor havde fået ordre fra præsidenten om kun at begive sig i kamp, hvis det var absolut uundgåeligt. Unionens flådeministerium havde lejet adskillige store dampskibe med det udtrykte formål et sejle Virginia ned. Planen var at vente på at Virginia vovede sig ud på dybt vand og så ville de store skibe forsøge at sejle op på Virginias neddykkede bov og hæk og forhåbentlig sænke skibet.
Virginia sejlede ind i Hampton Roads ved to lejligheder og forsøgte at ægge Monitor i kamp, men som følge af præsidentens ordre forblev udfordringen ubesvaret.
Det som formentlig var det slag, som man i tiden så mest frem til blev aldrig til noget. USS Monitor og CSS Virginia mødtes aldrig igen.

## Betydning for søkrigsførelsen
Den generelle betydning som slaget fik på maritim tænkning blev opsummeret af kaptajn Levin M. Powell fra USS Potomac som senere skrev fra Vera Cruz: "Nyheden om kampen mellem Monitor og Merrimack har skabt en dybtgående følelse i de professionelle folk i den allierede flåde her. De anerkender det faktum – lige så meget ved stilhed som ved tale, at maritim krigsførelse har ændret sig, og at de fremragende fregatter og linjeskibe … som indtil for en måned siden forventedes at kunne ødelægge et hvilket som helst flydende mål på en halv time … har fået et meget mindre format, og den tiltro som tidligere blev tillagt dem er rystet i lyset af disse forbløffende facts." Og som kaptajn Dahlgren udtrykte det: "Nu kommer den tid hvor jernet regerer og indkapslede slupper vil erstatte træskibe."

## Skibenes senere skæbne og arven efter de to panserskibe
Efter slaget ved Hampton Roads spillede ingen af skibene en større rolle i krigen, og ingen af dem overlevede 1862.
Begivenheder på land rundt om Hampton Roads tvang Sydstaterne til at opgive området omkring Norfolk. Da rømningen af Norfolk og Portsmouth gik i gang den 10. maj 1862, havde officerer og besætning på Virginia ikke mange muligheder. Det stod klart for kommandør Josiah Tattnall at skibet havde for stor dybgang til at kunne sejle op ad James River til Richmond, og der var ikke store chancer for at undslippe ud af Hampton Roads forbi den flåde af skibe fra Unionen, som ventede ud for Fort Monroe på netop sådan et træk.
For at forhindre at skibet skulle falde i Unionens hænder beordrede Tattnall om morgenen den 11. maj 1862 at Virginia skulle løbes på grund ved Craney Island og sættes i brand. Efter at have brændt kraftigt i en times tid, nåede ilden skibets magasin og det blev ødelagt af en stor eksplosion.
Mere end 10 år efter at krigen var sluttet blev vraget den 30. maj 1876 hævet og transporteret tilbage til skibsværftet i Portsmouth hvor det blev hugget op.
Dele af Virginia, herunder dens panser, anker og kanoner, har i mange år kunnet ses på Norfolk Naval Shipyard i Portsmouth, Virginia og på Mariners' Museum i Newport News, Virginia. Skibets anker står på plænen foran Museum of the Confederacy, som blev åbnet i Richmond, Virginia i 1890.
USS Monitor blev prototypen for monitor-typen af krigsskibe. Der blev bygget mange flere, herunder flodmonitorer og de spillede en nøglerolle i borgerkrigen på Mississippifloden og James River. Mens dette design viste sig særdeles velegnet til brug til krigsførelse på floderne betød den lave silhuet og det tunge kanontårn at det var lidet sødygtigt i oprørte vande. I december 1862 blev Monitor beordret til Beaufort, North Carolina, for at deltage i Unionens blokade af North og South Carolina. Mens det var på slæb efter USS Rhode Island løb skibene ind i en stærk storm. Monitor tog vand ind og sank nytårsaften 1862 i Atlanterhavet ud for Cape Hatteras, North Carolina i et område der er kendt som Atlanterhavets kirkegård. Vraget blev lokaliseret i 1973.

## Minder om slaget

### Historiske navne
Navnet på krigsskibet, som gjorde tjeneste i Sydstaternes flåde i det berømte slag ved Hampton Roads har til stadighed givet anledning til forvirring. Under navnet USS Merrimack var det en fregat i USA's flåde. Flåden har også registreret at det som panserskib sejlede under navnet Virginia. The CSS/USS Merrimac var en hjuldamper fra omkring det samme tidspunkt, og navnet var taget fra den samme flod som Merrimack var opkaldt efter. Begge stavemåder anvendes stadig i området omkring Hampton Roads.
Unionens militære annaler og aviserne i Unionen vedblev at omtale skibet med dets oprindelige navn Merrimack gennem hele krigen. Ikke overraskende kaldtes den i Konføderationen for
Virginia. Selv om de kølnede lidenskaber efter krigens slutning førte til en knap så skinger behandling af emnet lader det til at bogstavrimet med de to ”M”-navne har bidt sig fast i historikernes bevidsthed, og det er kun for nylig at navnet Virginia er blevet til mere end en fodnote i beretningen om slaget.

### Monitor-Merrimac Memorial Bridge-Tunnel
I 1992 færdiggjorde Virginias Department of Transportation den 4,6-mile (7,4 km) lange Monitor-Merrimac Memorial Bridge-Tunnel. Denne vigtige trafikforbindelse fører Interstate 664 over Hampton Roads tæt på stedet hvor det berømte sammenstød mellem panserskibene fandt sted. Det kostede 400 millioner dollars at bygge forbindelsen, og den omfatter en 4-sporet tunnel, to kunstige øer for enden af tunnelen og en dobbelt bro. Nordgående trafik har en exceptionel udsigt til slagmarken.

## USSMonitorlokalisering og fremvisning
Efter at have ligget uopdaget på bunden af Atlanterhavet i 111 år blev vraget af Monitor lokaliseret af et hold videnskabsfolk i 1973. Resterne af skibet blev fundet 16 miles (26 km) fra Cape Hatteras på en relativt flad sandbund i en dybde af 73 meter. Monitors skrog lå med bunden i vejret og dækket hvilende på kanontårnet, som havde forskubbet sig. I 1987 blev stedet udnævnt til et National Historisk Mindesmærke, det første skibsvrag som blev tildelt denne udmærkelse.
På grund af Monitors fremskredne grad af korrosion hastede det med at bjærge de væsentlige tilbageværende genstande og skibsdele. Siden da er hundreder af skrøbelige genstande, herunder skibets innovative kanontårn og dets to Dahlgren-kanoner, et anker, dampmaskine og skrue blevet bjærget og forsigtigt transporteret tilbage til Hampton Roads til Mariners' Museum i Newport News, Virginia. I adskillige år blev de konserveret i specielle tanke for at stabilisere metallet.
Det nye USS Monitor Center på Mariners' Museum åbnede officielt den 9. marts 2007, og det huser bl.a. en kopi i fuld størrelse af Monitor, foruden det originale kanontårn og mange andre genstande. Der fremvises også nogle genstande fra CSS Virginia.

## Eksterne links
- Library of Virginia officiel website
- A record of events in Norfolk County, Virginia, online tekst med et helt kapitel om slaget.
- Virginia Historical Society officielle website Arkiveret 31. marts 2018 hos  Wayback Machine
- Museum of the Confederacy in Richmond, VA officielle website
- Hampton Roads Visitor Guide
- USS Monitor Center, Newport News, Virginia Arkiveret 22. oktober 2004 hos  Wayback Machine
- Mariner's Museum, Newport News, Virginia
- Hampton Roads Naval Museum Arkiveret 17. juli 2015 hos  Wayback Machine
- Civil War Naval History
- Fort Wool History
- Roads to the Future – I-664 Monitor-Merrimac Memorial Bridge-Tunnel
- USS Monitor National Historical Site Arkiveret 22. november 2004 hos  Wayback Machine
- Monitor in the news – Its 'revolutionary' gun turret has been raised from the ocean floor.
- On-line exhibition of the Monitor
- website devoted to CSS Virginia
- U.S. Navy, Craney Island Fuel Terminal, History
- Library of Congress website has a larger, more detailed, color map of the events of the battle.
- Batlle of Hampton Road website
- First Edition Report on the Battle of the Monitor and Merrimac